# Ben-Cijjon Meir Hai Uziel
Ben-Cijjon Meir Hai Uziel (hebr. ‏בן ציון מאיר חי עוזיאל‎, ur. 23 maja 1880 w Jerozolimie, zm. 4 września 1953) – izraelski rabin i działacz syjonistyczny, sefardyjski naczelny rabin Izraela w latach 1948–1953, sefardyjski naczelny rabin Mandatu Palestyny w latach 1939–1948.

## Życiorys
Jego ojciec, Josef Rafael, był przewodniczącym bejt dinu społeczności sefardyjskiej w Jerozolimie. W wieku 20 lat pracował jako nauczyciel w jesziwie Tiferet w Jerozolimie, był również jednym z założycieli jesziwy Machzikei-Tora. W 1911 roku został rabinem społeczności sefardyjskiej w Jafie, podczas pobytu w mieście nawiązał kontakt i współpracę z rabinem Awrahamem Kukiem. We współpracy z rabinem Kukiem działał na rzecz poprawy relacji Żydów sefardyjskich z aszkenazyjskimi.
Podczas I wojny światowej, w 1917 roku został przesiedlony do Damaszku przez władze Imperium Osmańskiego, niedługo później zezwolono mu jednak na powrót. W 1920 roku zaangażował się w działalność partii Mizrachi, w latach 1925–1946 z ramienia partii był delegatem na Światowe Kongresy Syjonistyczne.
Od 1921 roku tymczasowo pełnił funkcję rabina Salonik. W 1923 roku, po powrocie do Palestyny objął funkcję naczelnego rabina Tel Awiwu, a w 1939 roku został wybrany sefardyjskim naczelnym rabinem Mandatu Palestyny. W 1948 roku został sefardyjskim naczelnym rabinem Izraela, funkcję tę pełnił do śmierci. Był założycielem jesziwy Szaar Cijon oraz współzałożycielem jesziw Porat Josef.
Zmarł 4 września 1953 roku, został pochowany na cmentarzu Har HaMenuchot w Jerozolimie.

## Upamiętnienie
Został upamiętniony nazwą moszawu – Bet Uzzi’el.